# Worms World Party
Worms World Party (o WWP) es un videojuego de estrategia militar por turnos de la serie Worms desarrollado por Team17 y publicado en 2001. Es el séptimo videojuego de la serie Worms, y el último en usar gráficos bidimensionales antes de que la serie cambiara a las tres dimensiones, comenzando con Worms 3D.
Existe un plan para lograr la compatibilidad entre Worms Armageddon y Worms World Party en cuanto el primero llegue a su versión 4.0. Dado que el desarrollo de los parches para Worms Armageddon es lento, podría tomar mucho tiempo antes de que se pueda conseguir esa compatibilidad.

## Jugabilidad
Como sus antecesores, Worms World Party es un videojuego de desplazamiento horizontal en el que el jugador controla un equipo de gusanos que deberá eliminar a los gusanos de los equipos oponentes mediante el uso de un variado arsenal de armas. Los gusanos pueden caminar, saltar y usar herramientas, como paracaídas y sogas, que facilitan el desplazamiento por el escenario; en ocasiones, estas herramientas resultan imprescindibles para moverse por el mapa.
Los gusanos disponen de una gran cantidad de armas, desde arcos a bazucas, pasando por bolas de fuego y "granadas de mano sagradas" (una clara referencia a la película del grupo cómico británico Monty Python). Además, existe un conjunto de armas especiales, como el "Armaggedon" (una lluvias de meteoros) y el burro de concreto, que poseen un inmenso poder destructivo y pueden acabar con gran parte de un equipo en un solo movimiento. Algunas de las armas están disponibles para los jugadores desde el inicio de la partida, mientras que otras deben ser recolectadas de cajones que aparecen aleatoriamente en el mapa. Algunas, como las granadas y la bazuca, pueden ser disparadas con una intensidad variable de acuerdo al tiempo que se mantenga presionada la tecla de disparo. El mapa en el que se desarrolla la partida puede ser dañado, por lo que los jugadores deben saber adaptarse a entornos cambiantes. Además de los obstáculos inherentes a los mapas, estos pueden contener minas terrestres que se activan con la presencia cercana de un gusano, y que explotan luego de pocos segundos, y barriles que al explotar (cuando son impactados por proyectiles) liberan llamas altamente dañinas para los gusanos y el mismo escenario. Esta combinación de armas, minas y barriles puede resultar en secuencias sorprendentes; por ejemplo: un gusano es catapultado por una granada y cae junto a una mina que hace volar a otro gusano, quien al caer empuja a un tercero al agua, haciendo que se ahogue.
Los nombres y los puntos de vida de los gusanos se muestran por encima de ellos. El color del texto indica a que equipo pertenece el gusano. Los equipos pueden ser personalizados a voluntad del jugador; algunas de las características personalizables son la voz de los gusanos y la lápida que aparecerá en el lugar de un gusano cuando éste muera, siempre y cuando no sea por ahogamiento. En la parte inferior de la pantalla figuran el tiempo restante del turno actual y el de la partida, y la dirección y velocidad del viento. Cuando el tiempo de la partida llega a cero, se produce la "muerte súbita", que hace que el nivel del agua suba y ahogue a los gusanos que se encuentren en las partes más bajas del mapa. La velocidad del viento afecta a ciertas armas. Un disparo en el que no se tenga en cuenta el viento podría involuntariamente dirigir el proyectil al mismo gusano que lo disparó.
Worms World Party posee tanto un modo de un jugador, en el que se juega contra la computadora, como un modo multijugador, en el que se juega contra otros jugadores humanos en una misma computadora, o en distintas computadoras mediante Internet o a través de una red de área local. Además, es posible configurar muchas opciones y crear mapas propios. También existen misiones para uno o varios jugadores que sirven como entrenamiento.

## Juego en línea
Las comunidades en línea de Worms Armageddon y Worms World Party revolucionaron el juego, dada la capacidad de los jugadores de crear sus propios modos de juego con reglas únicas. Esto derivó en la creación masiva de mapas, clanes e incluso ligas, algunas con sus propios sitios web. Una gran parte de esos modos de juego se basan en el uso de la soga, una herramienta que permite al jugador desplazar a sus gusanos por el escenario sin necesidad de tocar tierra.

## Remastered
El 10 de junio de 2015, Team17 reveló oficialmente Worms World Party Remastered en su propio canal de YouTube. El juego fue lanzado a Steam el 16 de julio de 2015. El juego es "remasterizado en 1080p y en 60fps", y con nuevos efectos de sonido. Sin embargo, sólo tiene una calificación de 6/10.

## Recibimiento
Tomando como referencia Metacritic, Worms World Party recibió críticas mayoritariamente positivas y se le concedió a la versión para PC un puntaje de 75 sobre 100. La principal crítica negativa recibida recae en que Worms World Party podría haber sido simplemente una expansión de Worms Armaggedon, su predecesor. GameRankings le dio un puntaje muy similar, 75,44%. Sin embargo, este puntaje es considerablemente menor que el recibido por Worms Armageddon: 87,83%.